# Sir (titel)
Sir wordt in het Verenigd Koninkrijk in twee verschillende vormen gebruikt:
- met voornaam als adellijk predicaat;
- zonder naam als aanspreektitel.

Het woord is etymologisch verwant met woorden als senior, señor, (mon)sieur, enzovoort.

## Adellijk predicaat
Sir is een Brits erepredicaat dat gevoerd wordt door mannen die de erfelijke eretitel baronet bezitten of een ridderschap voor het leven hebben ontvangen als Knight Bachelor of Knight Companion.
Zowel ridders als baronetten hebben het recht zichzelf Sir te noemen. Het vrouwelijke equivalent voor Sir is Dame.
De aanspreekvorm Sir wordt, evenals het Spaanse Don, altijd gevolgd door de voornaam, eventueel afgekort. Daarachter komt eventueel de achternaam.
Correct is:
- Sir Winston Churchill
- Sir Winston
- Sir W. Churchill (ouderwets, alleen in schrift)

Niet correct is:
- Sir Churchill

Een geridderde die geen Brits onderdaan is, voert niet het predicaat Sir, maar mag bijvoorbeeld de letters KBE (Knight of the British Empire, Orde van het Britse Rijk) of de postnominale letters van een andere hoge onderscheiding achter zijn naam toevoegen. Ook KBE(hon) komt voor.

## Aanspreektitel
Sir is verder de aanspreekvorm voor elke heer. In dat geval komt er geen naam achter Sir. Ook een superieur, bijvoorbeeld in het leger, wordt vaak met Sir aangesproken. Spreekt men iemand met de achternaam aan, dan komt daarvoor niet Sir maar Mister.
Correcte aanspreekvormen zijn dus:
- Sir
- Mr Smith

Niet correct is:
- Sir Smith